# Pierre-Yves Artaud
Pour les articles homonymes, voir Artaud.
Pierre-Yves Artaud, né le 13 juillet 1946 à Paris, est un flûtiste classique français.

## Biographie
Premier prix de flûte et de musique de chambre du Conservatoire de Paris, il mène une triple carrière de concertiste, de chercheur et de pédagogue.
Longtemps soliste à l'ensemble 2e2m, dont il a été le directeur artistique de 1994 à 1997, il est appelé en 1981 par Pierre Boulez à la direction de l'Atelier de recherche instrumentale à l'IRCAM, qu'il dirige jusqu'en 1986.
Grand interprète du répertoire contemporain, il suscite et crée de nombreuses œuvres (Gilbert Amy, André Boucourechliev, Franco Donatoni, Brian Ferneyhough, Sofia Goubaïdoulina, Klaus Huber, Betsy Jolas, Sophie Lacaze, Michaël Levinas, Paul Méfano, Emmanuel Nunes, Luis de Pablo, Doina Rotaru ou Yoshihisa Taira).
Professeur de flûte et de musique de chambre au Conservatoire national supérieur de musique et de danse de Paris et à l'École normale de musique de Paris, Pierre-Yves Artaud a donné de nombreuses master classes (en Europe comme en Asie, notamment au Japon).
Auteur de plusieurs traités pédagogiques, dont Flûtes au Présent sur les modes de jeu, il enseigne également la didactique au Conservatoire national supérieur de musique et de danse de Paris.

## Prix
- prix de l'Académie Charles-Cros (3 fois)
- grand prix d'interprétation de la musique française d'aujourd'hui de la SACEM (1982)
- grand prix japonais du disque (1984)
- prix de la réalisation pédagogique de la SACEM (1998)

## Film
- Une leçon particulière, réalisation Claude Mouriéras, conception Olivier Bernager et François Manceaux (1987)